# Campeonato Europeu de Futebol de 2012
O Campeonato Europeu de Futebol de 2012, UEFA Euro 2012 ou Eurocopa 2012 foi a 14ª edição do torneio de futebol de seleções nacionais, organizado pela UEFA.
Polônia e Ucrânia foram os países anfitriões da fase final do torneio. A vitória na eleição das candidaturas foi anunciada pelo Comité Executivo da UEFA, a 18 de abril de 2007, em Cardiff (País de Gales).
Esta dupla candidatura venceu a da Itália e a dupla parceria Croácia–Hungria, tornando-se o terceiro êxito de candidaturas conjuntas para o Campeonato Europeu de Futebol, após os da Bélgica–Países Baixos 2000, e da Áustria–Suíça 2008.
Este projeto polaco-ucraniano foi visto como uma forma de desviar o foco para regiões e países da Europa Central, cuja população demonstra um forte interesse pelo futebol, mas são menos desenvolvidos em termos da qualidade das ligas locais de futebol e infraestruturas. Além de Chorzów, Dnipro e Donetsk, as outras cidades são populares destinos turísticos. No entanto, não estava claro ainda se teriam experiência suficiente para acomodar um grande número de visitantes por longos períodos, e as infra-estruturas de transporte existentes dentro e entre os dois países era insuficiente para permitir um rápido fluxo de pessoas entre os locais. A fim de melhorar esta situação, a candidatura pressupôs planos de expansão e modernização de estradas e rodovias. A obrigatoriedade de melhoria da infra-estrutura de futebol incluiu a construção da Donbass Arena em Donetsk, que se adaptava aos critérios de Estádios 5 Estrelas segundo a UEFA, bem como o Estádio Dnipro, em Dnipro.
Começaram a surgir, entretanto, preocupações acerca da evolução da melhoria das infra-estruturas, que levaram o presidente da UEFA, Michel Platini a advertir aos organizadores da necessidade de evitar as derrapagens nos seus preparativos.
A seleção campeã classificou-se para a Copa das Confederações 2013 no Brasil. Considerando que a Espanha já estava qualificada por ser campeã mundial, a honra passou à vice-campeã europeia de 2012: Itália.

## Seleção do local

### Processo de licitação
A organização do evento iniciou o processo de candidaturas com cinco candidatos, representando sete países: Croácia/Hungria (candidatura conjunta), Grécia, Itália, Polônia/Ucrânia (candidatura conjunta), e Turquia.
A 8 de novembro de 2005, o Comité Executivo da UEFA, selecionou três possíveis candidatos:
- Itália (11 votos)
- Croácia/Hungria (9 votos)
- Polônia/Ucrânia (7 votos)
- Turquia (6 votos) (eliminado)
- Grécia (2 votos) (eliminado)

A 31 de maio de 2006, os três possíveis candidatos completaram a segunda fase do processo de seleção do local, mostrando os dossiês detalhados das suas candidaturas. A decisão final foi anunciada a 8 de dezembro de 2006 em Nyon.
A decisão do local foi decidida a 18 de abril de 2007 em Cardiff, Gales, por meio de votação do Comité Executivo da UEFA, dois dos 14 membros do comitê não foram permitidos votar. Foram feitas duas rondas de votação (um total de 12 votos).

### Ronda final
| Resultados da Votação | Resultados da Votação |
| Países                | Votos                 |
| --------------------- | --------------------- |
| Polônia / Ucrânia     | 8                     |
| Itália                | 4                     |
| Croácia / Hungria     | 0                     |

A Polônia/Ucrânia receberam o direito de organizar o Campeonato Europeu de Futebol de 2012, tendo conseguido 8 votos, o segundo colocado (Itália) recebeu 4 votos e a candidatura Croácia/Hungria não recebeu nenhum voto.

### Outros candidatos
Croácia e Hungria
A Hungria tentou pela terceira vez consecutiva sediar o Campeonato da Europa, depois de não o ter conseguido em 2004 e em 2008. Até ao momento nenhum destes dois países sediou um Campeonato Europeu de Futebol.
As cidades propostas para receber a Euro foram:
| Federação Croata de Futebol - Osijek - Rijeka - Split - Zagreb | Federação Húngara de Futebol - Budapeste - Debrecen - Győr - Székesfehérvár |

Itália
A Itália tinha já sediado o Campeonato Europeu duas vezes (1968 e 1980) e a Copa do Mundo FIFA (1934 e 1990). Ela liderou as votações iniciais em 2005, mas com o escândalo da Série A em 2006, e a violência ligada ao futebol em Catania, que levou à morte do agente policial Filippo Raciti, revelou deficiências na segurança dos estádios e isso pode ter sido um revés para sua escolha.
As cidades propostas para sediar pela Federação Italiana de Futebol foram:
| - Bari, Stadio San Nicola - Florença, Stadio Artemio Franchi - Milão, San Siro - Nápoles, um novo estádio seria construído | - Palermo, um novo estádio construído no Velodromo Paolo Borsellino - Roma, Stadio Olimpico - Turim, um novo estádio seria construído - Udine, Stadio Friuli |

## Antecedentes
Em janeiro de 2008, o presidente da UEFA, Michel Platini alertou os organizadores da competição na Polónia/Ucrânia para os atrasos graves nas obras, levando a Escócia a ser apresentada como anfitriã substituta se os atrasos nessas obras se mantivessem. No entanto, até junho de 2008, a UEFA havia negado qualquer plano B, para a sede do Campeonato Europeu de Futebol de 2012.

## Qualificações
O sorteio para as qualificações do EURO 2012 decorreu em Varsóvia, na Polónia, a 7 de fevereiro de 2010.
Existe um total de nove grupos; seis deles tiveram seis equipes e os restantes três foram compostos por cinco. Qualificam-se os vencedores de cada grupo mais o melhor segundo colocado, ficando assim dez equipas qualificadas. As restantes quatro vagas serão disputadas em formato play-off, um jogo em casa e outro fora, entre as restantes oito segundo colocadas.
As qualificações decorram entre setembro de 2010 e outubro de 2011. A Polónia e a Ucrânia qualificaram-se automaticamente, enquanto sedes do torneio.
Colocações das equipas em cada grupo:
| Grupo A                                                             | Grupo B                                                                  | Grupo C                                                                  | Grupo D                                                                         |
| ------------------------------------------------------------------- | ------------------------------------------------------------------------ | ------------------------------------------------------------------------ | ------------------------------------------------------------------------------- |
| - Alemanha - Áustria - Turquia - Bélgica - Azerbaijão - Cazaquistão | - Rússia - Irlanda - Armênia - Eslováquia - Macedônia do Norte - Andorra | - Itália - Eslovênia - Estónia - Irlanda do Norte - Sérvia - Ilhas Faroé | - França - Bielorrússia - Albânia - Bósnia e Herzegovina - Romênia - Luxemburgo |

| Grupo E                                                                | Grupo F                                                 | Grupo G                                                      | Grupo H                                              | Grupo I                                                   |
| ---------------------------------------------------------------------- | ------------------------------------------------------- | ------------------------------------------------------------ | ---------------------------------------------------- | --------------------------------------------------------- |
| - Países Baixos - Hungria - Suécia - Moldávia - Finlândia - San Marino | - Croácia - Grécia - Geórgia - Israel - Letónia - Malta | - Montenegro - Inglaterra - Suíça - Bulgária - País de Gales | - Noruega - Portugal - Dinamarca - Chipre - Islândia | - Espanha - Tchéquia - Escócia - Lituânia - Liechtenstein |

## Play-offs
| Equipe 1             | Total | Equipe 2   | 1.º jogo | 2.º jogo |
| -------------------- | ----- | ---------- | -------- | -------- |
| Turquia              | 0 – 3 | Croácia    | 0 – 3    | 0 – 0    |
| Estónia              | 1 – 5 | Irlanda    | 0 – 4    | 1 – 1    |
| Tchéquia             | 3 – 0 | Montenegro | 2 – 0    | 1 – 0    |
| Bósnia e Herzegovina | 2 – 6 | Portugal   | 0 – 0    | 2 – 6    |

## Estádios
A 13 de maio de 2009 a UEFA anunciou o seu primeiro parecer relativamente aos primeiros estádios dos 12 aprovados para a competição.
| Varsóvia                                        | Posnânia                                       | Breslávia                                         | Gdansk                              |
| ----------------------------------------------- | ---------------------------------------------- | ------------------------------------------------- | ----------------------------------- |
| Estádio Nacional de Varsóvia Capacidade: 58.274 | Estádio Municipal de Poznan Capacidade: 42.837 | Estádio Municipal de Breslávia Capacidade: 42.771 | Stadion Gdańsk Capacidade: 41.620   |
|                                                 |                                                |                                                   |                                     |
|                                                 |                                                |                                                   |                                     |
| Kiev                                            | Donetsk                                        | Lviv                                              | Kharkiv                             |
| Estádio Olímpico de Kiev Capacidade: 70.050     | Donbas Arena Capacidade: 52.187                | Arena Lviv Capacidade: 34.915                     | Estádio Metalist Capacidade: 40.003 |
|                                                 |                                                |                                                   |                                     |

1: aprovado mas não para a realização do jogo da final do torneio.

## Equipas qualificadas
| País          | Qualificado como   | Data de Qualificação   | Anteriores participações no Euro                                     |
| ------------- | ------------------ | ---------------------- | -------------------------------------------------------------------- |
| Polónia       | Anfitrião          | 18 de abril de 2007    | 01 (2008)                                                            |
| Ucrânia       | Anfitrião          | 18 de abril de 2007    | 00 (Estreante)                                                       |
| Alemanha      | Vencedor Grupo A   | 2 de setembro de 2011  | 10 (19721, 19761, 19801, 19841, 19881, 1992, 1996, 2000, 2004, 2008) |
| Rússia        | Vencedor Grupo B   | 11 de outubro de 2011  | 09 (19602, 19642, 19682, 19722, 19882, 19923, 1996, 2004, 2008)      |
| Itália        | Vencedor Grupo C   | 6 de setembro de 2011  | 07 (1968, 1980, 1988, 1996, 2000, 2004, 2008)                        |
| França        | Vencedor Grupo D   | 11 de outubro de 2011  | 07 (1960, 1984, 1992, 1996, 2000, 2004, 2008)                        |
| Países Baixos | Vencedor Grupo E   | 6 de setembro de 2011  | 08 (1976, 1980, 1988, 1992, 1996, 2000, 2004, 2008)                  |
| Grécia        | Vencedor Grupo F   | 11 de outubro de 2011  | 03 (1980, 2004, 2008)                                                |
| Inglaterra    | Vencedor Grupo G   | 7 de outubro de 2011   | 07 (1968, 1980, 1988, 1992, 1996, 2000, 2004)                        |
| Dinamarca     | Vencedor Grupo H   | 11 de outubro de 2011  | 07 (1964, 1984, 1988, 1992, 1996, 2000, 2004)                        |
| Espanha       | Vencedor Grupo I   | 6 de setembro de 2011  | 08 (1964, 1980, 1984, 1988, 1996, 2000, 2004, 2008)                  |
| Suécia        | Melhor 2º Colocado | 11 de outubro de 2011  | 04 (1992, 2000, 2004, 2008)                                          |
| Croácia       | Vencedor Play-Off  | 15 de novembro de 2011 | 03 (1996, 2004, 2008)                                                |
| Irlanda       | Vencedor Play-Off  | 15 de novembro de 2011 | 01 (1988)                                                            |
| Tchéquia      | Vencedor Play-Off  | 15 de novembro de 2011 | 07 (19604, 19764, 19804, 1996, 2000, 2004, 2008)                     |
| Portugal      | Vencedor Play-Off  | 15 de novembro de 2011 | 05 (1984,1996, 2000, 2004, 2008)                                     |

Legenda
Negrito - Vencedor desse ano
Itálico - Anfitrião
1 - Alemanha Ocidental
2 - União Soviética
3 - CEI
4 - Checoslováquia

## Portugal no Euro
Portugal participou pela sexta vez, a quinta vez consecutiva, numa fase final do Campeonato Europeu de Futebol. Durante as eliminatórias, Portugal defrontou o Chipre, a Dinamarca, a Islândia e a Noruega. Treinado pelo técnico português Paulo Bento, terminou as eliminatórias em segundo lugar no grupo, com 5 vitórias, 1 empate e 2 derrotas. Teve ainda que ir aos play-offs onde enfrentou a Bósnia e Herzegovina.

## Sorteio final
O sorteio para a fase final foi no dia 2 de dezembro de 2011 no Palácio das Artes de Kiev (Ucrânia), às 17:00 UTC (19:00 hora local).
Como foi o caso no sorteio final de 2004 e 2008, os dezasseis finalistas foram divididos em quatro potes, classificados pelo seu coeficiente na UEFA, com cada um dos quatro grupos ficam com uma equipa de cada pote. Como co-anfitriões, Polônia e Ucrânia foram automaticamente colocados no Pote 1, juntamente com a Espanha e os Países Baixos.
| Pote 1                                        | Pote 2                                    | Pote 3                                 | Pote 4                                    |
| --------------------------------------------- | ----------------------------------------- | -------------------------------------- | ----------------------------------------- |
| - Polónia - Espanha - Ucrânia - Países Baixos | - Itália - Inglaterra - Alemanha - Rússia | - Croácia - Grécia - Suécia - Portugal | - Dinamarca - França - Irlanda - Tchéquia |

## Convocações
Cada seleção teve que entregar a lista definitiva dos 23 jogadores, dos quais 3 eram obrigatoriamente guarda-redes, até 28 de maio de 2012.

## Fase de grupos
Todos os jogos disputados na Polónia foram em UTC+2, já na Ucrânia foram em UTC+3.

### Grupo A
O Grupo A, formado por República Checa, Grécia, Rússia e Polônia contava com a promissora equipe russa e seus rivais históricos, os polacos, donos da casa. No primeiro jogo, os anfitriões empataram com os gregos, que saíram atrás do placar. Após a conquista do empate com o golo de Salpigidis, a seleção grega teve a oportunidade de virar o jogo num pênalti sofrido pelo mesmo Salpigidis que resultou na expulsão do guarda-redes polaco Szczęsny que foi substituído pelo colega na reserva Tytoń. Este nunca havia feito uma partida oficial pela sua seleção nacional. O pênalti foi cobrado pelo capitão da equipa grega Karagounis e defendido por Tytoń, que acabou sendo o herói da partida. No segundo jogo, o artilheiro russo Dzagoyev destacou-se na goleada de 4 x 1 diante dos checos, fazendo todos confirmarem o favoritismo da Rússia. Na segunda rodada, os tchecos venceram os gregos, enquanto os russos empataram com os polacos, num jogo marcado pela violência e briga entre os adeptos das equipas. Na última ronda, os russos decepcionaram e perderam para os gregos, mas contavam com um empate entre a Polônia e República Checa para avançar para a fase eliminatória. Com a vitória dos checos, estes avançaram junto com os gregos, deixando para trás a favorita Rússia e os anfitriões polacos.
| Pos | Equipe      | Pts | J | V | E | D | GP | GC | SG | Classificado          |
| --- | ----------- | --- | - | - | - | - | -- | -- | -- | --------------------- |
| 1   | Tchéquia    | 6   | 3 | 2 | 0 | 1 | 4  | 5  | −1 | Equipes classificadas |
| 2   | Grécia      | 4   | 3 | 1 | 1 | 1 | 3  | 3  | 0  | Equipes classificadas |
| 3   | Rússia      | 4   | 3 | 1 | 1 | 1 | 5  | 3  | +2 | Eliminado             |
| 4   | Polónia (H) | 2   | 3 | 0 | 2 | 1 | 2  | 3  | −1 | Eliminado             |

1. 1 2  Resultado confronto direto: Grécia 1–0 Rússia.

| 8 de junho | Polónia         | 1 – 1     | Grécia         | Estádio Nacional, Varsóvia                           |
| 18:00      | Lewandowski 17' | Relatório | Salpigidis 51' | Público: 56 070 Árbitro: ESP Carlos Velasco Carballo |

| 8 de junho | Rússia                                             | 4 – 1     | Tchéquia  | Estádio Municipal, Wrocław               |
| 20:45      | Dzagoev 15', 79' · Shirokov 24' · Pavlyuchenko 82' | Relatório | Pilař 52' | Público: 40 803 Árbitro: ENG Howard Webb |

| 12 de junho | Grécia    | 1 – 2     | Tchéquia              | Estádio Municipal, Wrocław                   |
| 18:00       | Gekas 52' | Relatório | Jiráček 3' · Pilař 6' | Público: 41 105 Árbitro: FRA Stephane Lannoy |

| 12 de junho | Polónia            | 1 – 1     | Rússia      | Estádio Nacional, Varsóvia                  |
| 20:45       | Błaszczykowski 57' | Relatório | Dzagoev 37' | Público: 55 920 Árbitro: GER Wolfgang Stark |

| 16 de junho | Grécia           | 1 – 0     | Rússia | Estádio Municipal, Wrocław                  |
| 20:45       | Karagounis 45+1' | Relatório |        | Público: 55 614 Árbitro: SWE Jonas Eriksson |

| 16 de junho | Tchéquia    | 1 – 0     | Polónia | Estádio Nacional, Varsóvia                 |
| 20:45       | Jiráček 70' | Relatório |         | Público: 41 480 Árbitro: SCO Craig Thomson |

### Grupo B
O Grupo B, formado por Alemanha, Portugal, Dinamarca e Países Baixos, foi logo de início considerado o "grupo da morte", no qual havia a maior concentração de equipas fortes. Os dinamarqueses, formando a equipa mencionada como a mais frágil, surpreenderam e venceram os neerlandeses por 1 x 0, enquanto os alemães venceram os portugueses pelo mesmo placar. Na segunda ronda, os dinamarqueses surpreenderam novamente, mantendo, até os dois minutos finais, um empate contra Portugal que os qualificaria para as quartas de final, até que Varela marcou o terceiro golo. Na mesma ronda, a situação dos holandeses tornou-se muito difícil ao perder com a Alemanha, e teria de vencer Portugal por dois ou mais golos de diferença e esperar por uma vitória alemã, que jogaria simultaneamente. Na ronda seguinte, Alemanha e Portugal garantiram as suas vagas ao vencerem a Dinamarca e os Países Baixos, respetivamente.
| Pos | Equipe        | Pts | J | V | E | D | GP | GC | SG | Classificado          |
| --- | ------------- | --- | - | - | - | - | -- | -- | -- | --------------------- |
| 1   | Alemanha      | 9   | 3 | 3 | 0 | 0 | 5  | 2  | +3 | Equipes classificadas |
| 2   | Portugal      | 6   | 3 | 2 | 0 | 1 | 5  | 4  | +1 | Equipes classificadas |
| 3   | Dinamarca     | 3   | 3 | 1 | 0 | 2 | 4  | 5  | −1 | Eliminado             |
| 4   | Países Baixos | 0   | 3 | 0 | 0 | 3 | 2  | 5  | −3 | Eliminado             |

| 9 de junho | Países Baixos | 0 – 1     | Dinamarca       | Estádio Metalist, Kharkiv                  |
| 19:00      |               | Relatório | Krohn-Dehli 24' | Público: 35 923 Árbitro: SLO Damir Skomina |

| 9 de junho | Alemanha  | 1 – 0     | Portugal | Arena Lviv, Lviv                             |
| 21:45      | Gómez 72' | Relatório |          | Público: 32 990 Árbitro: FRA Stéphane Lannoy |

| 13 de junho | Dinamarca         | 2 – 3     | Portugal                            | Arena Lviv, Lviv                           |
| 19:00       | Bendtner 41', 80' | Relatório | Pepe 24' · Postiga 36' · Varela 88' | Público: 31 840 Árbitro: SCO Craig Thomson |

| 13 de junho | Países Baixos  | 1 – 2     | Alemanha       | Estádio Metalist, Kharkiv                   |
| 21:45       | Van Persie 73' | Relatório | Gómez 24', 38' | Público: 37 750 Árbitro: SWE Jonas Eriksson |

| 17 de junho | Portugal                   | 2 – 1     | Países Baixos     | Estádio Metalist, Kharkiv                   |
| 21:45       | Cristiano Ronaldo 28', 72' | Relatório | van der Vaart 11' | Público: 37 445 Árbitro: ITA Nicola Rizzoli |

| 17 de junho | Dinamarca       | 1 – 2     | Alemanha                  | Arena Lviv, Lviv                                     |
| 21:45       | Krohn-Dehli 23' | Relatório | Podolski 18' · Bender 79' | Público: 32 990 Árbitro: ESP Carlos Velasco Carballo |

### Grupo C
O Grupo C, formado por Espanha, Itália, Irlanda e Croácia contava com as duas seleções que mais recentemente haviam se tornado campeãs do mundo, a Itália em 2006 e a Espanha em 2010, as mesmas seleções que ironicamente se enfrentariam na final da competição. O primeiro jogo foi justamente entre estas duas seleções, e terminou em um empate. Na mesma rodada, os croatas, semifinalistas de 1998, venceram os irlandeses por um placar confortável. Na ronda seguinte, a Itália novamente empatou, desta vez com a Croácia, enquanto a Espanha goleou os irlandeses, eliminando-lhes do torneio. Cumprindo a agenda, a Irlanda perdeu para a Itália, enquanto os espanhóis desclassifcaram os croatas com um golo de Jesús Navas nos últimos minutos.
| Pos | Equipe  | Pts | J | V | E | D | GP | GC | SG | Classificado          |
| --- | ------- | --- | - | - | - | - | -- | -- | -- | --------------------- |
| 1   | Espanha | 7   | 3 | 2 | 1 | 0 | 6  | 1  | +5 | Equipes classificadas |
| 2   | Itália  | 5   | 3 | 1 | 2 | 0 | 4  | 2  | +2 | Equipes classificadas |
| 3   | Croácia | 4   | 3 | 1 | 1 | 1 | 4  | 3  | +1 | Eliminado             |
| 4   | Irlanda | 0   | 3 | 0 | 0 | 3 | 1  | 9  | −8 | Eliminado             |

| 10 de junho | Espanha      | 1 – 1     | Itália        | Arena Báltica, Gdańsk                      |
| 18:00       | Fábregas 64' | Relatório | Di Natale 61' | Público: 38 869 Árbitro: HUN Viktor Kassai |

| 10 de junho | Irlanda       | 1 – 3     | Croácia                         | Estádio Municipal, Poznań                  |
| 20:45       | St Ledger 19' | Relatório | Mandžukić 3', 48' · Jelavić 43' | Público: 39 550 Árbitro: NED Björn Kuipers |

| 14 de junho | Itália    | 1 – 1     | Croácia       | Estádio Municipal, Poznań                |
| 18:00       | Pirlo 39' | Relatório | Mandžukić 72' | Público: 37 096 Árbitro: ENG Howard Webb |

| 14 de junho | Espanha                                         | 4 – 0     | Irlanda | Arena Báltica, Gdańsk                      |
| 20:45       | Torres 5', 70' · David Silva 49' · Fábregas 83' | Relatório |         | Público: 39 150 Árbitro: POR Pedro Proença |

| 18 de junho | Itália                      | 2 – 0     | Irlanda | Arena Báltica, Gdańsk                     |
| 20:45       | Cassano 34' · Balotelli 90' | Relatório |         | Público: 38 794 Árbitro: TUR Cüneyt Çakır |

| 18 de junho | Croácia | 0 – 1     | Espanha         | Estádio Municipal, Poznań                   |
| 20:45       |         | Relatório | Jesús Navas 88' | Público: 39 076 Árbitro: GER Wolfgang Stark |

### Grupo D
O Grupo D, formado por Inglaterra, França, Ucrânia e Suécia contava com duas equipas fortes, a anfitriã e uma equipa tradicional. O primeiro jogo do grupo foi um empate entre França e Inglaterra, resolvido logo no primeiro tempo. Na mesma ronda, ucranianos e suecos enfrentaram-se, numa partida que terminou com uma virada ucraniana comandada por Shevchenko. No segundo jogo, os franceses venceram os ucranianos, tomando a liderança do grupo, enquanto os ingleses conseguiram reverter a virada e vencer a equipa sueca. A última ronda parecia definida, com Inglaterra e França na próxima fase, mas enquanto os ingleses venciam os ucranianos por 1 x 0, os suecos surpreendiam, vencendo os franceses por 2 x 0. Mas o favoritismo prevaleceu.
| Pos | Equipe      | Pts | J | V | E | D | GP | GC | SG | Classificado          |
| --- | ----------- | --- | - | - | - | - | -- | -- | -- | --------------------- |
| 1   | Inglaterra  | 7   | 3 | 2 | 1 | 0 | 5  | 3  | +2 | Equipes classificadas |
| 2   | França      | 4   | 3 | 1 | 1 | 1 | 3  | 3  | 0  | Equipes classificadas |
| 3   | Ucrânia (H) | 3   | 3 | 1 | 0 | 2 | 2  | 4  | −2 | Eliminado             |
| 4   | Suécia      | 3   | 3 | 1 | 0 | 2 | 5  | 5  | 0  | Eliminado             |

1. 1 2  Resultado confronto direto: Ucrânia 2–1 Suécia.

| 11 de junho | França    | 1 – 1     | Inglaterra  | Donbass Arena, Donetsk                      |
| 19:00       | Nasri 39' | Relatório | Lescott 30' | Público: 47 400 Árbitro: ITA Nicola Rizzoli |

| 11 de junho | Ucrânia             | 2 – 1     | Suécia          | NSK Olimpiyskyi, Kiev                     |
| 21:45       | Shevchenko 55', 61' | Relatório | Ibrahimović 52' | Público: 64 290 Árbitro: TUR Cüneyt Çakır |

| 15 de junho | Ucrânia | 0 – 2     | França                 | Donbass Arena, Donetsk                     |
| 19:00       |         | Relatório | Menez 52' · Cabaye 56' | Público: 48 000 Árbitro: HOL Björn Kuipers |

| 15 de junho | Suécia                            | 2 – 3     | Inglaterra                              | NSK Olimpiyskyi, Kiev                      |
| 21:45       | Johnson 49' (g.c.) · Mellberg 59' | Relatório | Carroll 23' · Walcott 64' · Welbeck 78' | Público: 64 640 Árbitro: SLO Damir Skomina |

| 19 de junho | Suécia                        | 2 – 0     | França | Donbass Arena, Donetsk                     |
| 21:45       | Ibrahimović 53' · Larsson 90' | Relatório |        | Público: 63 010 Árbitro: POR Pedro Proença |

| 19 de junho | Inglaterra | 1 – 0     | Ucrânia | NSK Olimpiyskyi, Kiev                      |
| 21:45       | Rooney 47' | Relatório |         | Público: 48 700 Árbitro: HUN Viktor Kassai |

## Fase final
|  | Quartas de final       | Quartas de final       |                       |       | Semifinais | Semifinais |  |  | Final | Final |
|  |                        |                        |                       |       |            |            |  |  |       |       |
|  | 21 de junho – Varsóvia |                        |                       |       |            |            |  |  |       |       |
|  |                        |                        |                       |       |            |            |  |  |       |       |
|  | Tchéquia               | 0                      |                       |       |            |            |  |  |       |       |
|  | Tchéquia               | 0                      | 27 de junho – Donetsk |       |            |            |  |  |       |       |
|  | Portugal               | 1                      |                       |       |            |            |  |  |       |       |
|  | Portugal               | 1                      | Portugal              | 0 (2) |            |            |  |  |       |       |
|  | 23 de junho – Donetsk  |                        | Portugal              | 0 (2) |            |            |  |  |       |       |
|  |                        | Espanha                | 0 (4)                 |       |            |            |  |  |       |       |
|  | Espanha                | Espanha                | 0 (4)                 | 2     |            |            |  |  |       |       |
|  | Espanha                |                        | 1 de julho – Kiev     | 2     |            |            |  |  |       |       |
|  | França                 | 0                      |                       |       |            |            |  |  |       |       |
|  | França                 | 0                      | Espanha               | 4     |            |            |  |  |       |       |
|  | 22 de junho – Gdańsk   |                        | Espanha               | 4     |            |            |  |  |       |       |
|  |                        | Itália                 | 0                     |       |            |            |  |  |       |       |
|  | Alemanha               | Itália                 | 0                     | 4     |            |            |  |  |       |       |
|  | Alemanha               | 28 de junho – Varsóvia |                       | 4     |            |            |  |  |       |       |
|  | Grécia                 | 2                      |                       |       |            |            |  |  |       |       |
|  | Grécia                 | 2                      | Alemanha              | 1     |            |            |  |  |       |       |
|  | 24 de junho – Kiev     |                        | Alemanha              | 1     |            |            |  |  |       |       |
|  |                        | Itália                 | 2                     |       |            |            |  |  |       |       |
|  | Inglaterra             | Itália                 | 2                     | 0 (2) |            |            |  |  |       |       |
|  | Inglaterra             |                        |                       | 0 (2) |            |            |  |  |       |       |
|  | Itália                 | 0 (4)                  |                       |       |            |            |  |  |       |       |
|  | Itália                 | 0 (4)                  |                       |       |            |            |  |  |       |       |

### Quartos-de-final
| 21 de junho | Tchéquia | 0 – 1     | Portugal              | Estádio Nacional, Varsóvia               |
| 20:45       |          | Relatório | Cristiano Ronaldo 79' | Público: 55 590 Árbitro: ENG Howard Webb |

| 22 de junho | Alemanha                                      | 4 – 2     | Grécia                              | Arena Báltica, Gdańsk                      |
| 20:45       | Lahm 39' · Khedira 61' · Klose 67' · Reus 74' | Relatório | Samaras 55' · Salpigidis 89' (pen.) | Público: 38 751 Árbitro: SVN Damir Skomina |

| 23 de junho | Espanha                      | 2 – 0     | França | Donbass Arena, Donetsk                      |
| 21:45       | Xabi Alonso 19', 90+1' (pen) | Relatório |        | Público: 47 000 Árbitro: ITA Nicola Rizzoli |

| 24 de junho | Inglaterra | 0 – 0 (pro) | Itália | NSK Olimpiyskyi, Kiev                      |
| 21:45       |            | Relatório   |        | Público: 64 340 Árbitro: POR Pedro Proença |

|                           |       | Penalidades                                 |  |
| Gerrard Rooney Young Cole | 2 – 4 | Balotelli Montolivo Pirlo Nocerino Diamanti |  |

### Semifinais
| 27 de junho | Portugal | 0 – 0 (pro) | Espanha | Donbass Arena, Donetsk                    |
| 21:45       |          | Relatório   |         | Público: 48 000 Árbitro: TUR Cüneyt Çakır |

|                                     |       | Penalidades                                     |  |
| João Moutinho Pepe Nani Bruno Alves | 2 – 4 | Xabi Alonso Iniesta Piqué Sergio Ramos Fábregas |  |

| 28 de junho | Alemanha          | 1 – 2     | Itália             | Estádio Nacional, Varsóvia                   |
| 20:45       | Özil 90+2' (pen.) | Relatório | Balotelli 19', 35' | Público: 55 540 Árbitro: FRA Stephane Lannoy |

### Final
| 1 de julho | Espanha                                      | 4 – 0     | Itália | NSK Olimpiyskyi, Kiev                      |
| 21:45      | Silva 14' · Alba 41' · Torres 84' · Mata 88' | Relatório |        | Público: 63 170 Árbitro: POR Pedro Proença |

## Premiação
| Campeonato Europeu de Futebol de 2012 |
| Espanha                               |
| ------------------------------------- |
| ESPANHA Campeã (3º título)            |

### Equipa(e) do torneio
Ao fim do torneio, a comissão técnica da UEFA nomeou uma equipa composta pelos 23 melhores jogadores ao longo do torneio. O grupo de onze analistas assistiu todos os jogos do torneio antes de tomar a sua decisão:
| Goleiro Guarda-Redes                        | Defensores Defesas                                                    | Meias Médios | Atacantes Avançados                                                            |
| ------------------------------------------- | --------------------------------------------------------------------- | --- | ------------------------------------------------------------------------------ |
| Iker Casillas Manuel Neuer Gianluigi Buffon | Philipp Lahm Fábio Coentrão Pepe Jordi Alba Gerard Piqué Sergio Ramos | Xabi Alonso Sergio Busquets Andrés Iniesta Xavi Hernández Sami Khedira Mesut Özil Andrea Pirlo Daniele De Rossi Steven Gerrard | Cesc Fábregas David Silva Mario Balotelli Zlatan Ibrahimović Cristiano Ronaldo |

| Chuteira de Ouro            | Melhor Jogador |
| --------------------------- | -------------- |
| Fernando Torres (3 gol(o)s) | Andrés Iniesta |

## Artilharia
3 gols (6)
- GER Mario Gómez
- CRO Mario Mandžukić
- ESP Fernando Torres
- ITA Mario Balotelli
- POR Cristiano Ronaldo
- RUS Alan Dzagoev

2 gols (10)
- DEN Michael Krohn-Dehli
- DEN Nicklas Bendtner
- ESP Cesc Fábregas
- ESP David Silva
- ESP Xabi Alonso
- GRE Dimitris Salpigidis
- CZE Petr Jiráček
- CZE Václav Pilař
- SWE Zlatan Ibrahimović
- UKR Andriy Shevchenko

1 gol (37)
- GER Lars Bender
- GER Lukas Podolski
- GER Marco Reus
- GER Mesut Özil
- GER Miroslav Klose
- GER Philipp Lahm
- GER Sami Khedira
- CRO Nikica Jelavić
- ESP Jesús Navas
- ESP Jordi Alba
- ESP Juan Mata
- FRA Jérémy Menez
- FRA Samir Nasri
- FRA Yohan Cabaye
- GRE Georgios Samaras
- GRE Giorgos Karagounis
- GRE Theofanis Gekas
- NED Rafael van der Vaart
- NED Robin van Persie
- ENG Andy Carroll
- ENG Danny Welbeck
- ENG Joleon Lescott
- ENG Theo Walcott
- ENG Wayne Rooney
- IRL Sean St Ledger
- ITA Andrea Pirlo
- ITA Antonio Cassano
- ITA Antonio Di Natale
- POL Jakub Błaszczykowski
- POL Robert Lewandowski
- POR Hélder Postiga
- POR Pepe
- POR Silvestre Varela
- RUS Roman Chirokov
- RUS Roman Pavlyuchenko
- SWE Olof Mellberg
- SWE Sebastian Larsson

Gols contra (1)
- ENG Glen Johnson (a favor da Suécia)

## Estatísticas
A classificação final é determinada através da fase em que a seleção alcançou e a sua pontuação, levando em conta os critérios de desempate e os resultados dos jogos. Para estatísticas, partidas decididas na prorrogação são contadas como vitória ou derrota e partidas decididas em disputa por pênaltis são contadas como empate.

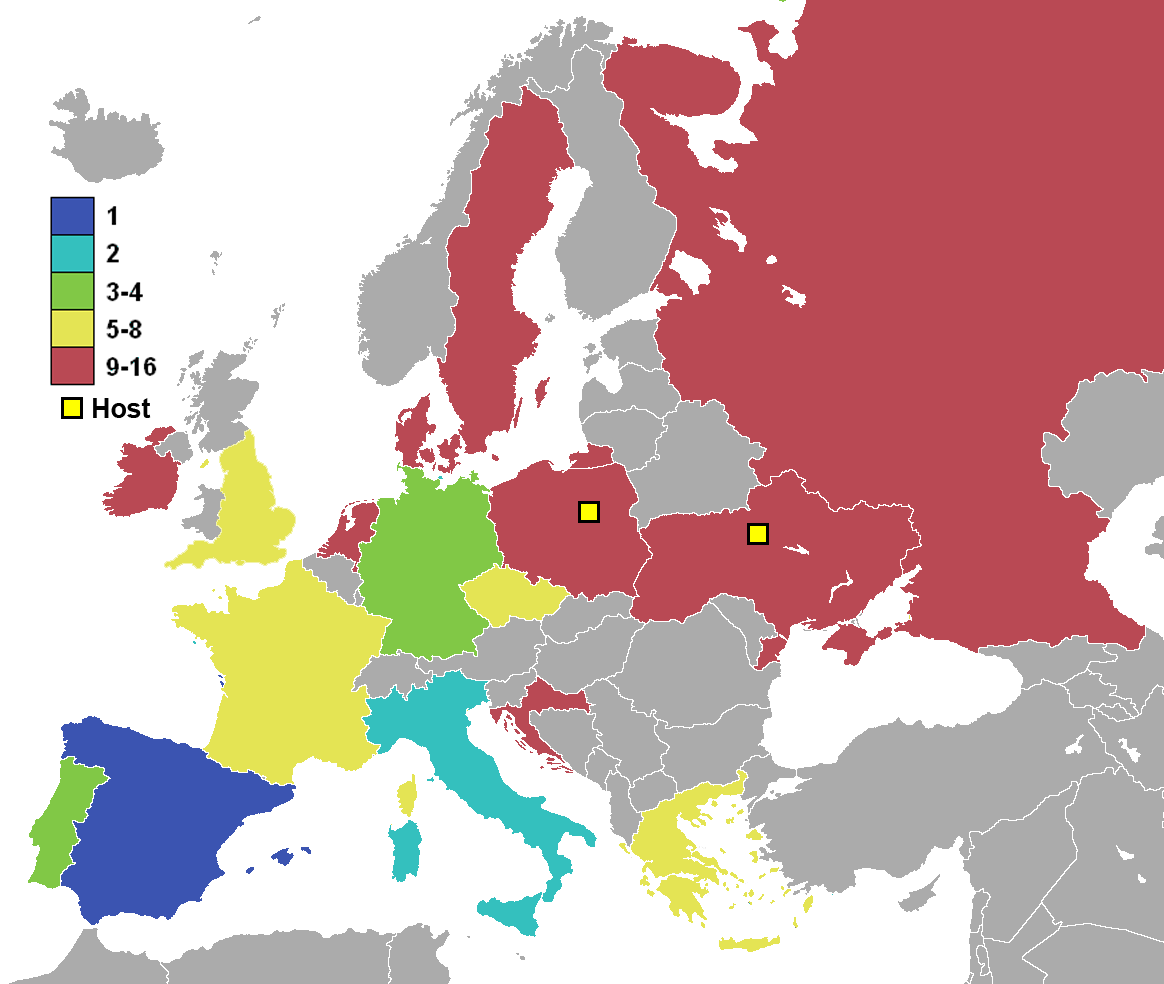
Classificação final das seleções no torneio.

| Pos.                            | Seleção       | Gr | Pts | J | V | E | D | GP | GC | SG  |
| ------------------------------- | ------------- | -- | --- | - | - | - | - | -- | -- | --- |
| Final                           |               |    |     |   |   |   |   |    |    |     |
| 1                               | Espanha       | C  | 14  | 6 | 4 | 2 | 0 | 12 | 1  | +11 |
| 2                               | Itália        | C  | 9   | 6 | 2 | 3 | 1 | 6  | 7  | –1  |
| Eliminados nas semifinais       |               |    |     |   |   |   |   |    |    |     |
| 3                               | Alemanha      | B  | 12  | 5 | 4 | 0 | 1 | 10 | 6  | +4  |
| 4                               | Portugal      | B  | 11  | 5 | 3 | 1 | 1 | 6  | 4  | +2  |
| Eliminados nos quartos de final |               |    |     |   |   |   |   |    |    |     |
| 5                               | Inglaterra    | D  | 8   | 4 | 2 | 2 | 0 | 5  | 3  | +2  |
| 6                               | Tchéquia      | A  | 6   | 4 | 2 | 0 | 2 | 4  | 6  | –2  |
| 7                               | Grécia        | A  | 4   | 4 | 1 | 1 | 2 | 5  | 7  | –2  |
| 8                               | França        | D  | 4   | 4 | 1 | 1 | 2 | 3  | 5  | –2  |
| Eliminados na fase de grupos    |               |    |     |   |   |   |   |    |    |     |
| 9                               | Rússia        | A  | 4   | 3 | 1 | 1 | 1 | 5  | 3  | +2  |
| 10                              | Croácia       | C  | 4   | 3 | 1 | 1 | 1 | 4  | 3  | +1  |
| 11                              | Suécia        | D  | 3   | 3 | 1 | 0 | 2 | 5  | 5  | 0   |
| 12                              | Dinamarca     | B  | 3   | 3 | 1 | 0 | 2 | 4  | 5  | –1  |
| 13                              | Ucrânia       | D  | 3   | 3 | 1 | 0 | 2 | 2  | 4  | –2  |
| 14                              | Polónia       | A  | 2   | 3 | 0 | 2 | 1 | 2  | 3  | –1  |
| 15                              | Países Baixos | B  | 0   | 3 | 0 | 0 | 3 | 2  | 5  | –3  |
| 16                              | Irlanda       | C  | 0   | 3 | 0 | 0 | 3 | 1  | 9  | –8  |

## Miscelâneo

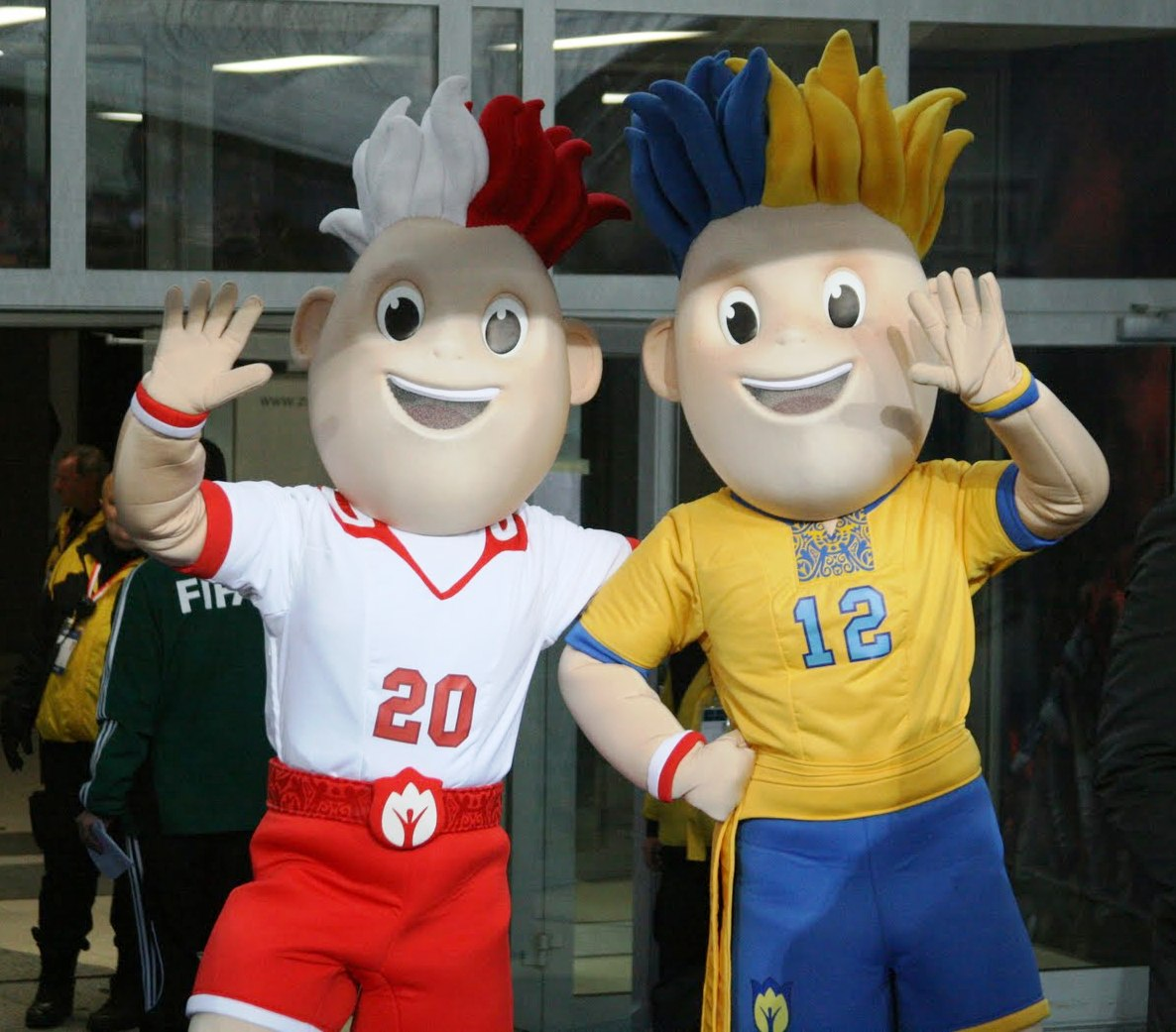
Slavek e Slavko.

### Mascotes
Os nomes para a mascote foram anunciados em dezembro de 2010 depois de votação no site da UEFA. Quase 40 mil votos foram recebidos, levando ao seguinte resultado:
- Slavek e Slavko: 56% dos votos
- Siemko e Strimko: 29%
- Klemek e Ladko: 15%

### Logótipo e slogan
O logótipo oficial para o torneio foi apresentado num evento especial na Praça Mykhailivska, Kiev, em 14 de dezembro de 2009. Retira a sua identidade visual a partir de Wycinanki, a tradicional arte de cortar papel praticada na Polônia e na Ucrânia. A forma de arte simboliza a natureza das áreas rurais de ambos os países. Como parte do evento, edifícios de referência nas oito cidades-sede foram iluminados com o logotipo do torneio. O slogan da competição, "A Criar História Juntos" (polaco: Razem tworzymy przyszłość, ucraniano: Творимо історію разом / Tvorymo istoriyu razom), foi anunciado junto com o logotipo. O slogan reflete o fato de que a Polónia e a Ucrânia representam os países anfitriões orientais da história do Campeonato Europeu.

### Bilhetes
Os bilhetes foram vendidos directamente pela UEFA, através do seu site, ou estão a ser distribuídos pelas associações de futebol dos 16 finalistas. Aplicações tiveram que ser feitas em março de 2011 para 1,4 milhão de ingressos disponíveis para os 31 jogos do torneio. Mais de 12 milhões de aplicativos foram recebidos, o que representou um aumento de 17% sobre os do torneio de 2008, e o maior registro de todos os tempos para os Campeonato da Europa.
Os preços variavam de 30€ (para um assento atrás das balizas numa partida de grupo) até 600€ (para um assento na bancada principal na final). Além de bilhetes para os jogos individuais, os fãs podiam comprar pacotes para ver todos os jogos disputados tanto por uma equipe, ou todos os jogos num local específico.

### Bola oficial
A bola oficial da competição foi a Adidas Tango 12.

### Árbitros
Os 12 árbitros principais que dirigiram os 31 jogos da fase final foram:
| Pais          | Árbitro                 |
| ------------- | ----------------------- |
| Turquia       | Cüneyt Çakır            |
| Suécia        | Jonas Eriksson          |
| Hungria       | Viktor Kassai           |
| Países Baixos | Björn Kuipers           |
| França        | Stéphane Lannoy         |
| Portugal      | Pedro Proença           |
| Itália        | Nicola Rizzoli          |
| Eslovênia     | Damir Skomina           |
| Alemanha      | Wolfgang Stark          |
| Escócia       | Craig Thomson           |
| Espanha       | Carlos Velasco Carballo |
| Inglaterra    | Howard Webb             |

## Transmissões

### Em Portugal
Os diretos de transmissão da UEFA Euro 2012, foi transmitido através dos canais abertos em Portugal na RTP1, SIC e TVI. Também a Sport TV transmitiu os jogos oficialmente no Euro 2012 em direto, em exclusivo em HD. 

### No Brasil
No Brasil, os direitos de transmissão para TV aberta e TV por assinatura foram adquiridos pela Globo/SporTV, sendo que a Globo só transmitiu os jogos apenas a partir da terceira partida da fase quartas de final do torneio, enquanto o SporTV mostrou todos os jogos ao vivo em três canais. A final da competição foi transmitida em 3D pela NET (da América Móvil, hoje Claro).
Mesmo com a garantia de exclusividade, mas também pelas questões contratuais, a Globo revendeu os direitos de transmissão para a Band TV, com direito a primeira fase com exclusividade na TV aberta.
Nas emissoras de rádio, quem adquiriu foi a Rede Estadão ESPN de São Paulo.